# Collegio universitario Gregorianum
Il Collegio universitario Gregorianum è un collegio universitario con sede a Padova.
Fondato nel 1963, il Gregorianum si intitola a San Gregorio Barbarigo, vescovo di Padova tra il 1664 ed il 1691.

## Storia
L'idea di dare vita ad un'istituzione atta a raccogliere universitari che fossero disponibili a far propri gli ideali formativi, culturali e religiosi della Federazione Universitaria Cattolica Italiana (F.U.C.I.) è presente fin dal febbraio 1958, quando viene redatta dalla presidenza nazionale della F.U.C.I. una Nota per la istituzione in Padova di una "Scuola Normale Cattolica" in cui si delineavano le necessita formative del cattolicesimo italiano, gli obiettivi strategici da perseguire e gli strumenti operativi per realizzarli. Girolamo Bortignon, vescovo di Padova, sempre molto sensibile verso le esigenze della gioventù studentesca, accolse favorevolmente l'iniziativa.
Il progetto venne affidato all'architetto Giulio Brunetta per volontà dello stesso Bortignon. La costruzione iniziò il 16 maggio 1962. Nel gennaio del 1964 l'onorevole Luigi Gui, ministro della pubblica istruzione, tenne nell'aula magna del Gregorianum la prolusione del primo anno accademico.
Negli anni sono stati alunni del Gregorianum Piero Benvenuti, astronomo e segretario generale dell'Unione Astronomica Internazionale, Vincenzo Milanesi, filosofo e rettore dell'Università di Padova, e Andrea Lucchini, matematico ed autore di importanti contributi nel campo della teoria dei gruppi. 

## Sede
L'architettura della struttura si conforma alla semplicità delle linee tipiche dell'architetto Giulio Brunetta. L'incarico della direzione dei lavori del collegio venne affidato a Camillo Bianchi, in seguito professore di architettura e composizione architettonica presso l'ateneo patavino.
L'aula magna è caratterizzata all'interno da un imponente affresco, opera di Fulvio Pendini. 
Fra i molti edifici legati alla storia della città e dell'Università di Padova rappresentati nell'affresco vi sono la Basilica del Santo e il Palazzo della Ragione, ma anche il Collegio Pratense, il Collegio Tornacense, e il Collegio San Marco. Sulla parete d'ingresso del collegio è ospitato un altro dipinto murale di Pendini con scene di goliardia, sport, vita universitaria.

## Organizzazione e vita studentesca
Il collegio è gestito dall'ente ecclesiastico di fondazione di religione denominato "Gregorianum", con sede a Padova in Via Marcel Proust n. 10, eretto con decreto vescovile in data 8 settembre 1963 e successivamente civilmente riconosciuto con decreto del presidente della Repubblica in data 18 luglio 1964. La fondazione è retta da un consiglio d'amministrazione, composto dal presidente e da un numero variabile da due a quattro consiglieri, tutti nominati dal vescovo di Padova e scelti preferibilmente dal mondo accademico patavino e dalle realtà culturali ed economiche ad esso connesse, da un rappresentante eletto annualmente dagli studenti ospiti della struttura, e dal presidente pro-tempore dall'associazione degli alunni. L'amministrazione è affidata a un direttore, nominato dal consiglio, e a un assistente spirituale, di nomina vescovile.